# Episodi di Wolff, un poliziotto a Berlino (quinta stagione)
Gli episodi della quinta serie di "Wolff, un poliziotto a Berlino" sono stati trasmessi per la prima volta in Germania tra il 29 febbraio e il 17 ottobre 1996. In Italia, sono stati trasmessi in parte da Raidue ed in parte da Retequattro. 
| nº    | Titolo originale        | Titolo italiano                                | Prima TV Germania | Prima TV Italia         |
| ----- | ----------------------- | ---------------------------------------------- | ----------------- | ----------------------- |
| 1-58  | Angeklagt: Dr. Fried    | Imputato: dottor Fried                         | 29 febbraio 1996  |                         |
| 2-59  | Das Mädchen Marie       | Marie                                          | 7 marzo 1996      | 15 agosto 1997 - 15,25  |
| 3-60  | Wo ist dein Bruder?     | Dov'è tuo fratello                             | 14 marzo 1996     | 7 maggio 2007 - 15,10   |
| 4-61  | Schattenspiel           | Gioco di ombre                                 | 21 marzo 1996     | 15 maggio 2007 - 15,10  |
| 5-62  | Blutspur                | Tracce di sangue                               | 28 marzo 1996     | 16 maggio 2007 - 15,10  |
| 6-63  | Du sollst töten         | Il dovere di un figlio (90 min)                | 4 aprile 1996     |                         |
| 7-64  | Ibrahims Ehre           | Ibrahim                                        | 11 aprile 1996    | 14 maggio 2007 - 15,10  |
| 8-65  | Der Deserteur           | Un amore impossibile                           | 18 aprile 1996    | 9 maggio 2007 - 15,10   |
| 9-66  | Klinkenputzer           | Contratti Capestro                             | 25 aprile 1996    | 27 novembre 1999 - 0,10 |
| 10-67 | Flugangst               | Paura di volare                                | 2 maggio 1996     | 17 maggio 2007 - 15,10  |
| 11-68 | Rotlicht für Sawatzki   | Un amico nei guai                              | 26 settembre 1996 | 28 maggio 2007 - 15,10  |
| 12-69 | Kopfgeld                | Falsa testimonianza (trasmesso solo una volta) | 3 ottobre 1996    |                         |
| 13-70 | Cherchez la femmee      | Un delitto quasi perfetto                      | 10 ottobre 1996   |                         |
| 14-71 | Ein wasserdichtes Alibi | Un alibi di ferro                              | 17 ottobre 1996   | 27 agosto 2007 - 15,00  |